# Aleksandr Kinasow
Aleksandr Aleksandrowicz Kinasow, ros. Александр Александрович Кинасов (ur. 2 lipca?/15 lipca 1904 w Groznym, zm. 3 maja 1989) − generał major Armii Czerwonej służący w LWP.

## Życiorys
W 1918 skończył gimnazjum i wstąpił do robotniczego oddziału Armii Czerwonej i do grudnia 1920 walczył na froncie wojny domowej w Rosji. Jesienią 1921 skończył wojskowe kursy gospodarcze, a we wrześniu 1923 kursy dla dowódców piechoty, po czym został dowódcą drużyny. Od marca 1924 dowódca plutonu, od sierpnia 1924 pomocnik dowódcy kompanii, XI 1925 - IX 1927 na kursach dowódców kompanii, od lipca 1928 p.o. dowódcy kompanii. Od 1926 członek Wszechzwiązkowej Komunistycznej Partii (bolszewików). Od XI 1928 kwatermistrz pułku, od I 1931 dowódca kompanii zwiadowczej, od VI 1931 szef zaopatrzenia tyłów jednostki zmechanizowanej, od II 1932 pomocnik szefa sztabu w tym oddziale, od IX 1932 pomocnik dowódcy ds. zaopatrzenia technicznego, od IV 1933 pomocnik dowódcy pułku zmechanizowanego. W okresie III 1935 − X 1936 na kursach przygotowawczych, a 1936−1939 student Akademii Tyłów im. Mołotowa. Następnie, w maju 1939, został szefem zaopatrzenia 39 Korpusu Piechoty, a w sierpniu 1939 szefem wydziału zaopatrzenia sztabu armii. Od jesieni 1940 zastępca szefa sztabu armii ds. zaopatrzenia, od jesieni 1941 zastępca dowódcy 25. Armii ds. zaopatrzenia − kwatermistrz armii, a od czerwca 1943 − 15 Armii. Uczestnik wojny z Japonią w Mandżurii latem 1945. 8 IX 1945 mianowany generałem-majorem przez Radę Komisarzy Ludowych ZSRR. Od czerwca 1946 starszy wykładowca i p.o. szefa Katedry Tyłów w Akademii Tyłów im. Mołotowa, od marca 1948 szef Oddziału Wyszkolenia tej akademii. W okresie VIII-XII 1949 p.o. zastępcy komendanta akademii ds. liniowych. 8 IV 1950 został skierowany do służby w WP jako komendant Centrum Wyszkolenia Kwatermistrzowskiego w Poznaniu. 23 marca 1951 został Głównym Intendentem WP − zastępcą Głównego Kwatermistrza WP. W latach 1952−1953 zastępca Głównego Kwatermistrza WP, 1953−1954 doradca wojskowy zastępcy Głównego Kwatermistrza WP gen. bryg. Franciszka Cymbarewicza. W 1954 wrócił do ZSRR; dalsze jego losy nie są znane.

## Odznaczenia
- Krzyż Oficerski Orderu Odrodzenia Polski (1953)
- Order Lenina
- Order Czerwonego Sztandaru (dwukrotnie)
- Order Wojny Ojczyźnianej I stopnia
- Medal „Za zwycięstwo nad Niemcami w Wielkiej Wojnie Ojczyźnianej 1941–1945”
- Medal „Za zwycięstwo nad Japonią”

I inne.